# Jean-Claude Brisseau
Jean-Claude Brisseau (Parijs, 17 juli 1944 — aldaar, 11 mei 2019) was een Frans regisseur en producent. In 2012 won hij de Gouden Luipaard voor zijn film La Fille de nulle part. Hij is buiten Frankrijk vooral bekend door zijn film Noce blanche (1989), waarin de Franse zangeres en actrice Vanessa Paradis haar acteerdebuut had. Brisseau stond erom bekend dat hij nooit werkte met assistenten, hij had moeite taken te delegeren en voerde, naar eigen zeggen, het liefst alles zelf uit, zodat het zeker goed zou gebeuren. Brisseau beschouwde de Britse regisseur Alfred Hitchcock als een van zijn voorbeelden.

## Biografie

### Jonge leven en begin carrière
Brisseau is geboren te Parijs op 17 juli 1944 in een arbeidersgezin. Zijn moeder was huishoudster. Hij werd docent en in 1975 maakte hij in de schoolvakantie met een Super 8-camera zelf twee films. Eén 20 minuten durende film ter ere van zijn idool Alfred Hitchcock en een tweede film waarvan de titel niet bekend is. Brisseau leerde als autodidact zelfstandig scenarioschrijven, casting, filmen, framen en monteren. Hij werd geadviseerd om zijn films te vertonen op een festival voor amateurcineasten. Aldaar werd zijn werk opgemerkt door de Franse regisseur Éric Rohmer die ervoor zorgde dat hij een budget van twee miljoen Franse frank (€ 304.898,-) kreeg om de film Noce Blanche te maken. Deze film werd een internationaal succes waarna Brisseau zijn carrière als docent kon beëindigen en kon toeleggen op het maken van films.

### Seksuele intimidatie
In 2002 is Brisseau gearresteerd naar aanleiding van aanklachten van seksuele intimidatie. Deze waren van drie vrouwen die Brisseau ervan beschuldigden hen ertoe te hebben bewogen om tussen 1996 en 2002 seksuele handelingen te verrichten op camera tijdens audities, om zo kans te krijgen op een filmrol, terwijl hij zichzelf masturbeerde. Hij werd in 2005 schuldig bevonden en heeft een geldboete opgelegd gekregen en een jaar voorwaardelijke gevangenisstraf.

De auditievideo's spelen een sleutelrol in mijn werk, omdat seksueel plezier een belangrijk onderdeel is in mijn films...
Mijn idee van cinema is het gebruiken van seksuele gevoelens, op een zelfde manier dat Hitchcock angst gebruikte in zijn producties.

— Jean-Claude Brisseau

### Overlijden
Na een langdurig ziekbed is Brisseau op 11 mei 2019 komen te overlijden in een Parijs ziekenhuis, aldus zijn familie. Jean-Claude Brisseau is 74 jaar oud geworden.

## Prijzen
- 2012 - Internationaal filmfestival van Locarno - Gouden Luipaard